# Єзерово (Варненська область)
Є́зерово (болг. Езерово) — село у Варненській області Болгарії. Входить до складу общини Белослав.

## Населення
За даними перепису населення 2011 року у селі проживала 1771 особа.
Національний склад населення села:
| Національність   | Кількість осіб | Відсоток |
| ---------------- | -------------- | -------- |
| болгари          | 876            | 57,9%    |
| турки            | 622            | 41,1%    |
| Всього відповіли | 1512           |          |

Розподіл населення за віком у 2011 році:
Динаміка населення: